# Alkilgliceron-fosfat sintaza
Alkilgliceron-fosfat sintaza (EC 2.5.1.26, alkildihidroksiacetonfosfatna sintaza, alkildihidroksiaceton fosfatna sintetaza, alkil DHAP sintetaza, alkil-DHAP, dihidroksiaceton-fosfatna aciltransferaza, DHAP-AT) je enzim sa sistematskim imenom 1-acil-gliceron-3-fosfat:dugolančani-alkohol O-3-fosfo-2-oksopropaniltransferaza. Ovaj enzim katalizuje sledeću hemijsku reakciju
1-acil-gliceron 3-fosfat + dugolančani alkohol {\displaystyle \rightleftharpoons } alkil-gliceron 3-fosfat + dugolančani kiselinski anion
Estarski vezana masna kiselina supstrata se odvaja i zamenjuje dugolančanim alkoholom etarski vezanim.

## Literatura
- Nicholas C. Price; Lewis Stevens (1999). Fundamentals of Enzymology: The Cell and Molecular Biology of Catalytic Proteins (Third изд.). USA: Oxford University Press. ISBN 019850229X.
- Eric J. Toone (2006). Advances in Enzymology and Related Areas of Molecular Biology, Protein Evolution (Volume 75 изд.). Wiley-Interscience. ISBN 0471205036.
- Branden C; Tooze J. Introduction to Protein Structure. New York, NY: Garland Publishing. ISBN 0-8153-2305-0.
- Irwin H. Segel. Enzyme Kinetics: Behavior and Analysis of Rapid Equilibrium and Steady-State Enzyme Systems (Book 44 изд.). Wiley Classics Library. ISBN 0471303097.

## Spoljašnje veze
- Alkylglycerone-phosphate+synthase на 